# Anthocercis ilicifolia
Anthocercis ilicifolia ist eine Pflanzenart aus der Gattung Anthocercis in der Familie der Nachtschattengewächse (Solanaceae). 

## Beschreibung
Anthocercis ilicifolia ist ein aufrechter, bis zu 2,7 m hoher Strauch, der aus einem oder zwei Stämmen besteht. Die Zweige sind oftmals purpurn überzogen, Zweige und Laubblätter sind unbehaart oder nur selten mit vereinzelten, drüsigen Trichomen besetzt. Die Sämlinge weisen Stacheln entlang des Stammes auf. Die Laubblätter sind eiförmig bis schmal eiförmig-elliptisch, gelegentlich auch spatelförmig oder elliptisch. Sie sind vollständig oder nahezu aufsitzend, 7 bis 35 mm lang, ganzrandig oder an jungen Blättern auch gezähnt.
Die Blütenstände sind rispenförmig und weisen nur an der Basis Blätter auf. Die Blütenstiele sind 3 bis 8 mm lang, der Kelch erreicht 4 bis 8 mm. Die Färbung der Krone ist leuchtend gelb, mit purpurnen bis kastanienbraunen Streifen versehen, die Kronröhre ist auf der Außenseite oftmals purpurn überhaucht. Die Krone erreicht Längen von 12 bis 27 mm, die Kronlappen sind linealisch, 6 bis 18 mm lang und 3 bis 6 mm breit. Die Staubblätter werden 4 bis 10 mm lang.
Die Früchte sind schmal eiförmig-elliptische, spitze bis zugespitzte Kapseln mit einer Länge von 11 bis 21 mm. Die Samen werden 1,4 bis 1,9 mm lang.

## Vorkommen und Standorte
Die Art ist an der südwestlichen Küste Western Australias verbreitet und kommt in einem Gebiet zwischen Kalbarri und Perth vor. Sie wächst dort in kalkhaltigen Sandböden und ist nach Feuern oder anderen Störungen oft in Kolonien zu finden.

## Systematik
Innerhalb der Art werden zwei Unterarten unterschieden:
- Anthocercis ilicifolia subsp. ilicifolia
- Anthocercis ilicifolia subsp. caldariola Haegi

Beide Unterarten sind durch die Form der Kelchröhre zu unterscheiden: Bei subsp. ilicifolia ist sie trichterförmig, bei subsp. caldariola hingegen knollenförmig.

## Nachweise
- R. W. Purdie, D. E. Symon und L. Haegi: Anthocercis fasciculata. In: Solanaceae, Flora of Australia, Band 29, Australian Government Publishing Service, Canberra, 1982. S. 8. ISBN 0-642-07015-6.